# Janas
Le Janas est un ferry rapide de la compagnie italienne Tirrenia. Construit de 2001 à 2002 par les chantiers Fincantieri de Castellammare di Stabia, il est le deuxième d'une série de trois navires rapides commandés par l'ex-compagnie publique Tirrenia di Navigazione. Il navigue depuis avril 2002 sur les lignes intérieures italiennes entre le continent et la Sardaigne.

## Historique

### Origines et construction
À la fin des années 1990, la compagnie publique Tirrenia di Navigazione, principale concessionnaire des lignes maritimes entre le continent italien, la Sardaigne et la Sicile, lance un important programme de renouvellement de son outil naval au service de la continuité territoriale. Ceci fait suite à la décision prise par le gouvernement italien en septembre 1998 de procéder au démantèlement de la holding d'état Finmare, détenant notamment Tirrenia, et à terme de privatiser l'ensemble de ses filiales. Profitant de ses dernières années sous la tutelle de l'État, la compagnie prévoit alors la mise en service de plusieurs navires de grande capacité qui succéderont aux ferries de la classe Strade Romane sur ses principaux axes. Il est ainsi décidé de la conception de deux nouvelles classes de navires financées au moyen des importantes subventions perçues dans le cadre de la continuité territoriale. Parmi ces deux classes, l'une serait employée sur la Sicile tandis que l'autre desservirait la Sardaigne.
S'agissant des navires destinés à la desserte des lignes vers la Sardaigne, Tirrenia va opter pour la conception de car-ferries semi-rapides inspirés des unités exploitées en mer Adriatique par les compagnies grecques Superfast Ferries et Minoan Lines. Ce type de navire, combinant taille, capacité et vitesses élevées, est à ce moment plébiscité par de nombreux armateurs en Méditerranée, et en particulier par des concurrents privés tels que Moby Lines ou encore Sardinia Ferries qui ont d'ores et déjà passé commande de ferries rapides. En plus de se prémunir contre la concurrence de ces futurs navires, le choix de car-ferries rapides s'inscrit également dans la continuité de la stratégie de Tirrenia qui avait misé tout au long des années 1990 sur la vitesse avec notamment l'introduction en Méditerranée occidentale des premiers navires à grande vitesse capables de transporter des véhicules en 1993. Dans un premier temps, le projet de la compagnie fait état de navires dotés d'une capacité de roulage très importante dans l'optique de capter une partie du flux de marchandises transitant vers la Sardaigne. Cependant, le groupe Grimaldi, présent sur ce secteur avec sa filiale Grimaldi Ferries, saisira la justice sous prétexte de concurrence déloyale. Le cahier des charges du service public ne justifiant pas l'augmentation de la capacité de roulage, les futurs navires de Tirrenia se verront imposer une surface de garage limitée et équivalente à celle des ferries de la classe Strade Romane, ce qui aura une incidence sur leur conception. En dépit de cette contrainte, les nouveaux ferries de Tirrenia affichent des caractéristiques particulièrement imposantes avec une longueur de 214 mètres et un tonnage de plus de 35 000 tonneaux. De par ces dimensions, les nouvelles unités de Tirrenia surpassent celles de Moby ou de Sardinia Ferries dont la longueur a été volontairement limitée pour permettre une exploitation plus polyvalente sur la Corse notamment. Avec une capacité passagère arrêtée à 2 700 personnes, dont plus de 1 200 en couchettes, ils sont les navires les plus capacitaires jamais alignés sur la Sardaigne. Grâce à leur longueur, les aménagements vont pouvoir être concentrés sur un seul et même pont. Parmi ceux-ci se trouveront deux bars, deux espaces de restauration et des divertissements tels qu'un cinéma, des salles de jeux, une bibliothèque et une boutique, le tout agrémenté d'une décoration élégante. Malgré la limite de roulage fixée à environ 830 mètres linéaires, ils sont néanmoins capables de transporter 900 véhicules répartis sur l'équivalent de trois niveaux. Principale caractéristique impactée par cette restriction, la capacité fret ne pourra néanmoins pas dépasser les 70 unités. Enfin, pour permettre à ces navires d'atteindre des vitesses élevées, le choix de leur appareil propulsif va se porter sur quatre moteurs semi rapides de la marque Wärtsilä qui sont à l'époque les plus sophistiqués sur le marché et qui équipent également les navires de la concurrence. Ces machines, combinées au design de la coque intégrant notamment une faible largeur au regard de la longueur confèreront aux navires des vitesses avoisinant les 30 nœuds.
Peu après avoir commandé un premier navire aux chantiers Fincantieri de Castellammare di Stabia, Tirrenia passe commande d'un second identique auprès de ce même constructeur ayant déjà réalisé la majorité des unités de la compagnie par le passé. Baptisé Janas d'après les sépultures préhistoriques sardes Domus de Janas, le second navire de la classe Bithia est mis sur cale le 15 février 2001 et lancé le 22 septembre de la même année. Après six mois et demi de finitions, Tirrenia réceptionne son nouveau car-ferry le 9 avril 2002.

### Service
Le Janas est mis en service dans le courant du mois d'avril 2002 entre Gênes et Porto Torres. Il retrouve sur cet itinéraire son sister-ship le Bithia, inauguré en juillet de l'année précédente. Périodiquement, le navire est également employé sur la liaison Civitavecchia - Olbia.
Le 2 septembre 2003 vers 6h30, alors qu'il effectue sa manœuvre d'accostage à Gênes, le Janas percute la jetée du quai Andrea Doria. Si le choc n'occasionne que peu de dégâts pour le navire qui s'en tire avec un enfoncement au niveau du bulbe d'étrave, les infrastructures portuaires ont en revanche été plus touchées avec des dommages chiffrés à plus d'un million d'euros. Aucun des passagers du navire, complet ce jour-là, n'a été blessé tandis que quatre véhicules ont été légèrement endommagés à l'intérieur du garage. Le Janas quant à lui pourra reprendre la mer le soir même après avoir été inspecté par les autorités. Quelques semaines plus tard, le navire sera impliqué dans un second incident, le 15 octobre, alors qu'il quitte le port de Civitavecchia par vent fort, une rafale de 35 nœuds drosse le car-ferry contre la digue du port. La collision occasionne quelques dégâts du côté tribord, tous localisés au dessus de la ligne de flottaison. Aucun des 500 passagers présents à bord n'a été blessé et le Janas a pu assurer sa traversée vers Olbia. À son retour, il est néanmoins conduit à Palerme pour être remis en état.
En 2012, dans le cadre de sa privatisation, Tirrenia est placée sous la tutelle de la Compagnia Italiana di Navigazione (CIN) au sein de laquelle est notamment présente sa concurrente Moby Lines en tant qu'actionnaire majoritaire. La cession effective, la structure historique Tirrenia di Navigazione est dissoute au profit d'une nouvelle entité dénommée Tirrenia - CIN qui récupère les actifs de la précédente société. Ainsi, le Janas et les autres navires de la flotte deviennent la propriété de cette nouvelle structure.
En 2015, Moby Lines finira par racheter les parts restantes de la CIN et deviendra l'unique propriétaire de Tirrenia. Ce changement se caractérisera quelques années plus tard, en 2018, lorsque la plupart des navires de l'ex-compagnie publique seront repeint avec des livrées à l'effigie de personnages de comics issus de l'univers DC. À l'inverse toutefois d'une grande partie de la flotte, le Janas conserve encore actuellement la livrée originelle de Tirrenia.
Alors que la décennie 2010 s'achève, Moby Lines est frappée par d'importantes difficultés financières occasionnées par le rachat de Tirrenia ainsi que par les perturbations du trafic maritime provoquées par la pandémie de Covid-19. Cette situation va cependant prendre une tournure positive avec l'entrée du groupe MSC au capital de Moby en 2022. Le plan de restructuration de l'entreprise prévoit toutefois la vente à court terme des navires de la classe Bithia dont la faible capacité de roulage tend à les rendre inadaptés au trafic maritime entre le continent et la Sardaigne.
À partir du mois de juin 2023, le navire est affrété par la compagnie Grandi Navi Veloci (GNV) afin de remplacer au sein de la flotte La Superba, hors-service en raison d'un incendie. Le Janas est alors employé durant tout l'été sur les liaisons de l'armateur génois, en particulier vers la Sicile sur la ligne Gênes - Palerme. À l'issue de l'affrètement le 1er octobre, il est restitué à Tirrenia et retrouve son affectation habituelle vers la Sardaigne.

## Aménagements
Le Janas possède 9 ponts. Si le navire s'étend en réalité sur 10 ponts, l'un d'entre eux est absent au niveau du garage pour permettre le transport de remorques. Les locaux passagers occupent la totalité des ponts 5 et 6 ainsi qu'une grande partie du pont 7 tandis que les parties de l'équipage se trouvent à l'avant du pont 7 et sur le pont 8. L'entièreté des ponts 3 et 4 ainsi que l'avant des ponts 2 et 1 abritent quant à eux les garages.

### Locaux communs
Le Janas est équipé d'une grande variété d'installations toutes situées sur le pont 6. Parmi elles se trouvent un bar-salon et un piano-bar situés vers l'arrière, un restaurant à la carte et un restaurant self-service situés à l'avant, ainsi qu' un cinéma, une salle de jeux de cartes, une bibliothèque et une boutique au centre.

### Cabines
Le Janas dispose de 326 cabines situées situées majoritairement sur le pont 5 ainsi qu'à l'arrière du pont 7. Ces cabines, internes et externes, sont le plus souvent équipée de deux à quatre couchettes ainsi que de sanitaires comprenant douche, WC et lavabo. En plus de ces cabines, le navire propose 952 places en fauteuils Pullman répartis au sein de deux salons situés sur le pont 7.

## Caractéristiques
Le Janas mesure 214 mètres de long pour 26,40 m de large et son tonnage est de 35 736 UMS. Le navire a une capacité 2 700 passagers et est pourvu d'un garage pouvant accueillir 900 véhicules répartis sur 4 niveaux. Le garage est accessible par deux portes rampes situées à l'arrière. La propulsion est assurée par quatre moteurs diesels Wärtsilä 12V46C développant une puissance de 51 364 kW entraînant deux hélices à pas variable faisant filer le bâtiment à une vitesse de 29,5 nœuds. Le Janas possède six embarcations de sauvetage fermées de grande taille, trois sont situées de chaque côté vers le milieu du navire. Elles sont complétées par deux canot semi-rigide ainsi que plusieurs radeaux de sauvetage à coffre s'ouvrant automatiquement au contact de l'eau. Le navire est doté de deux propulseurs d'étrave facilitant les manœuvres d'accostage et d'appareillage.

## Lignes desservies
Depuis sa mise en service, le Janas effectue toute l'année la liaison entre le continent italien et la Sardaigne. Il effectue principalement la liaison entre Gênes et Porto Torres et navigue également sur d'autres lignes de Tirrenia telles que Gênes - Olbia, Civitavecchia - Olbia ainsi que Civitavecchia - Arbatax - Cagliari avant la perte de la concession en 2021.